# خير الدين الرملي
خير الدين بن أحمد بن علي بن زين الدين بن عبد الوهاب الأيوبي الفاروقي الرملي (993 هـ - 27 رمضان 1081 هـ) (1585- 1670)الإمام المفسر المحدث النحوي العروضي شيخ الحنفية في عصره، ولد في الرملة في فلسطين.

## نسبه
خير الدين بن أحمد بن علي بن زين الدين ابن عبد الوهّاب الأيوبي، العليمي، الفاروقي الرملي، الحنفي.

## مؤلفاته
الفتاوى الخيرية لنفع البرية، مظهر الحقائق الخفية من البحر الرائق في فروع الفقه الحنفي، ديوان شعر، مطلب الأدب وغاية الارب، وحاشية على الاشباه والنظائر.